# (751) Faïna
(751) Faïna  est un astéroïde de la ceinture principale.

## Caractéristiques
Il a été découvert le 28 avril 1913 par l'astronome russe Grigori Néouïmine depuis l'observatoire de Simeïz. Sa désignation provisoire était 1913 RK.

Le nom Faïna honore Faïna Mikhajlovna Neujmina épouse et collègue du découvreur.

Les calculs d'après les observations de l'IRAS lui accordent un diamètre d'environ 110 kilomètres.